# Tălmaci
Tălmaci – wieś w Rumunii, w okręgu Arad, w gminie Craiva. W 2011 roku liczyła 34 mieszkańców. 